# Арктический государственный агротехнологический университет
«Арктический государственный агротехнологический университет» (АГАТУ) — высшее учебное заведение в Якутске.

## История
История создания, становления сельскохозяйственного высшего учебного заведения в Республике Саха (Якутия) начинается с открытия сельскохозяйственного факультета Якутского государственного университета. На базе данного факультета в 1985 г. создается Якутский сельскохозяйственный институт, который в 1995 году преобразован в Якутскую государственную сельскохозяйственную академию.
У истоков высшего сельскохозяйственного образования в республике стояли люди, ставшие достойным примером для сегодняшнего поколения педагогов - А.И.Федотов зав. кафедрой терапии и клинической диагностики, Д.С.Шахов, преподававший гистологию, Н.А.Барсуков зав.кафедрой ветеринарии; доценты К.П. Михальцов зав.кафедрой физиологии, В.А.Петровская зав.кафедрой кормления и зоогигиены, С.Н. Попов зав.кафедрой зоотехнии и др.
В памяти выпускников факультета сохранились педагогическая, научная и общественная деятельность преподавателей, вложивших свой талант, душу в становлении и развитии высшего сельскохозяйственного образования республики. Среди них доценты Я.А.Афанасьев, З.И.Буковская, С.К.Дмитриев, В.В.Лебедев, М.В.Катков, П.И.Копейко, А.Д. Курилюк, Е.Г.Корнеева, С.Н.Куклин, П.А.Поляков, Т.В.Румянцев, Н.Ф. Щепалов, преподаватели Е.Н.Акимова, Е.Т. Ларионова, Н.В. Мусиенко, Е.Н.Тартакынова и др.
Большой труд вложили в дело подготовки специалистов высшей квалификации организаторы и руководители факультета: его первый декан доцент Н.В.Кудрявцев, доценты К.П. Михальцов, В.В.Лебедев, И.Ф.Варламов, П.С.Другин, А.Д.Курилюк, В.С.Карпов, Р.Г. Иксанов. В целях развития системы высшего аграрного образования Якутской АССР и усовершенствования подготовки кадров для агропромышленного комплекса Дальневосточного экономического района постановлением Совета Министров СССР № 592 от 28 июня 1985 года на базе сельскохозяйственного факультета Якутского государственного университета был открыт Якутский сельскохозяйственный институт. Первым ректором был назначен Р.Г. Иксанов. Впоследствии ректорами института работали профессора А.В. Чугунов и И.С. Сивцев, которые оставили заметный след в укреплении материально-технической базы, повышении научно-педагогического потенциала ЯСХИ, тем самым, заложив основы его сегодняшнего состояния. Если в октябре 1957 г. на сельскохозяйственном факультете было две кафедры, к моменту открытия Якутского сельскохозяйственного института - пять кафедр, то в настоящее время в Якутской государственной сельскохозяйственной академии имеется 20 кафедр. Среди профессорско-преподавательского состава в первые годы образования сельскохозяйственного факультета был 1 доктор и 8 кандидатов наук; к открытию института - 3 доктора, 23 кандидатов наук, на сегодня в Якутской государственной сельскохозяйственной академии работают 189 преподавателя, в том числе 35 докторов и профессоров, 95 кандидатов наук, 97 доцентов.
В начале функционирования института были созданы 2 факультета: зооинженерный и ветеринарный. Их деканами были избраны доценты Ф.Д. Петров, М.Х. Малтугуева. В 1990г. был открыт набор на специальность "Экономика и управление АПК", а в 1991г. создан экономический факультет, который возглавил доцент В.Р. Дарбасов.
Из стен сельскохозяйственного факультета, института и академии вышла плеяда известных ученых и педагогов: В.А.Бекенев, И.И Бочкарев, Л.Н. Владимиров, И.Н. Винокуров, В.Р. Дарбасов, СИ. Исаков, Р.В. Иванов, М.П. Неустроев, А.И. Павлова, И.С. Решетников, А.Д. Решетников, М.С. Саввинова, Н.Н. Сазонов, Г.П. Сердцев, Е.С. Слепцов, Н.П. Тарабукина, И.С. Третьяков, А.В. Чугунов. Многие выпускники вуза стали кандидатами наук, заслуженными работниками сельского хозяйства страны и республики.
Всего за 49 лет сельскохозяйственным факультетом, а затем институтом и академией было произведено 45 выпусков ветеринарных врачей, ученых-зоотехников, инженеров, экономистов, бухгалтеров и юристов, которые влились в агропромышленный сектор республики. Коллектив агровуза гордится своими выпускниками, проявившими высокое профессиональное мастерство, ставшими заслуженными работниками отраслей народного хозяйства Российской Федерации и Республики Саха (Якутия) Евдокией Сазоновой, Никифором Ивановым, Василием Руфовым, Петром Неустроевым, Иннокентием Мачахтыровым, Александрой Цыпандиной, Михеем Оконешниковым, Юрием Игнатьевым, Афанасием Борисовым, Геннадием Кузьминым, Николаем Дмитриевым, Ильей Осиповым, Михайлом Санниковым, Дмитрием Наумовым, Александром Ядреевым и другими. Героем Труда В.М. Кладкиным, П.П. £ Федоровой, Д.Ф. Алексеевым, В.А. Басовым, В.А. Григорьевым, М.В. Мучиным, М.Н. Сибиряковым, И.С. Сивцевым, I В.В. Скрябиным, В.Н. Ягловским, A.M. Ягнышевым, Д.А. Ноттосовым и другими десятками, сотнями специалистов, достойно выполняющих свой высокий профессиональный долг в аграрном секторе нашего Северного края.
Якутский сельскохозяйственный институт под руководством Заслуженного работника образования PC (Я) профессора И.С. Сивцева превратился в сложившееся, зрелое высшее учебное заведение страны, на базе которого стало возможным создание академии. Указом Президента Республики Саха (Якутия) М. Е. Николаева № 1150 от 7 Я сентября 1995 г. и приказом Государственного Комитета по высшей школе РФ от 17.11.1995 № 1572 Якутскому сельскохозяйственному институту придан статус Якутской государственной сельскохозяйственной академии.
С 1997 года по 2016 года вузом руководил доктор биологических наук, профессор, Заслуженный деятель науки России и PC (Я), депутат Государственного Собрания (Ил Тумэн) Республики Саха (Якутия) Л. Н. Владимиров. За 14 лет в академии сложились традиции, которые объединяют преподавателей и студентов в одну большую семью. Сложился коллектив единомышленников, умеющих талантливо жить и работать. Бережное отношение к старшему поколению обеспечивает преемственность в передаче профессионального мастерства. Ветераны педагогического труда - живой пример для молодого поколения, которое учится свободно владеть своей профессией, эффективно работать.
С января 2016 исполняющим обязанности ректора назначен кандидат экономических наук Слепцов Иван Иванович.
10 апреля 2020 года Министерство сельского хозяйства Российской Федерации подписало приказ о присвоении Якутской государственной сельскохозяйственной академии статуса университета и переименовании в «Арктический государственный агротехнологический университет». Изменение связано с широкими профилями подготовки, повышением качества образования и развитием исследовательским технологий.

## Ректоры
- Иксанов Рафис Габдулович (1985—1988)
- Чугунов Афанасий Васильевич (1989—1992)
- Сивцев Иннокентий Семёнович (1992—1997)
- Владимиров Леонид Николаевич (1997—2016)
- Слепцов Иван Иванович (2016 — декабрь 2020)
- Кривошапкин Константин Константинович(декабрь 2020 - январь 2022)
- Федоров Валерий Иннокентьевич(2022 - по н.в.)

## Общие сведения
По состоянию на 2011 год в состав АГАТУ (бывш. ЯГСХА) входит 4 факультета, кафедры и филиал в селе Октёмцы.
Контингент обучающихся с филиалами за 2011 год составляет:
— по программам высшего профессионального образования — 5909 человек, в том числе по формам обучения: очная — 2687, заочная — 3222 человек.
— по программам послевузовского образования — 181 человек, в том числе в аспирантуре 32 по очной и 37 человек по заочной формам обучения; оформлены в качестве соискателей 112 чел., в качестве докторантов — 3.
По программам дополнительного профессионального образования (повышение квалификации и профессиональная подготовка) контингент слушателей составил 750 человек.
Доля сельскохозяйственных специальностей составляет 71 %, экономических — 22 %, гуманитарных — 5 %, переработка лесных ресурсов — 1,2 %, природообустройство — 0,8 %.

## Структура
В состав академии входят учебные, научные, хозяйственные, производственные, вспомогательные и иные подразделения, обеспечивающие уставную деятельность и развитие вуза, действующие на основании имеющихся для них положений.

## Институты

### Институт повышения квалификации и переподготовки кадров АПК РС (Я)
Институт проводит курсы повышения квалификации, переподготовки кадров и семинары по следующим направлениям:
- Нормативно-правовое обеспечение деятельности муниципальных образований и АПК;
- Реструктуризация и финансовое оздоровление СХП, бизнес планирование и менеджмент;
- Организация и функционирование сельскохозяйственных кредитных потребительских кооперативов;
- Санитарно-ветеринарный надзор. Мониторинг и прогнозирование эпизоотических ситуаций;
- Технология производства и переработки сельхозпродукции;
- Инженерно-техническое обеспечение АПК;
- Информатизация и информационно-консультационное обеспечение;
- Организация малых форм предпринимательства;
- Охрана труда;
- Школа подготовки фермеров;
- Школа коневодов.

Слушатели Института — главы муниципальных образований РС(Я), сельхозтоваропроизводители, специалисты и работники АПК, учителя агропрофилированных школ. Также организуются выездные курсы по заявкам улусов.
При Институте действует базовый региональный центр по обучению и проверке знаний по охране труда специалистов АПК.
В образовательном процессе заняты ученые ЯГСХА, ГНУ Якутский НИИ сельского хозяйства СО РАСХН, главные специалисты министерств и ведомств республики, систематически приглашаются консультанты, ученые и практики из ведущих научных, производственных учреждений и предприятий России. Практические занятия осуществляются на базе демонстрационных площадок по табунному коневодству, скотоводству, оленеводству, растениеводству, механизации.

## Подразделения университета
В структуре университета 5 факультетов, 1 институт, 1 колледж, 1 филиал:
- Факультет ветеринарной медицины
  -  Кафедра ветеринарно-санитарной экспертизы
  -  Кафедра анатомии и хирургии
  -  Кафедра физиологии сельскохозяйственных животных и экологии
  -  Кафедра акушерства, патанатомии и ветеринарно-санитарной экспертизы
  -  Кафедра «Гигиена и внутренние незаразные болезни сельскохозяйственных животных»
  -  Кафедра паразитологии и эпизоотологии животных
- Агротехнологический факультет
  -  Кафедра «Традиционные отрасли Севера»
  - Кафедра общей зоотехнии
  - Кафедра «Технология переработки продуктов животноводства и общественного питания»
  -  Кафедра физического воспитания и спорта
- Инженерный факультет
  -  Кафедра «Технологические системы агропромышленного комплекса»
  - Кафедра информационных технологий
  - Кафедра «Энергообеспечение в агропромышленном комплексе»
  -  Учебно-исследовательская лаборатория «Надежность технических систем»
- Экономический факультет
- Факультет лесного комплекса и землеустройства
- Институт непрерывного профессионального образования
- Колледж технологий и управления
- Октёмский филиал

## Лаборатория биотехнологии
В ЯГСХА совместно с Технопарком «Якутия» создана биотехнологическая лаборатория, которая работаем в режиме ЦКП (Центра коллективного пользования), осуществляя работу по трем основным направлениям: молекулярно-генетическим исследованиям, клеточным технологиям, биохимическим исследованиям

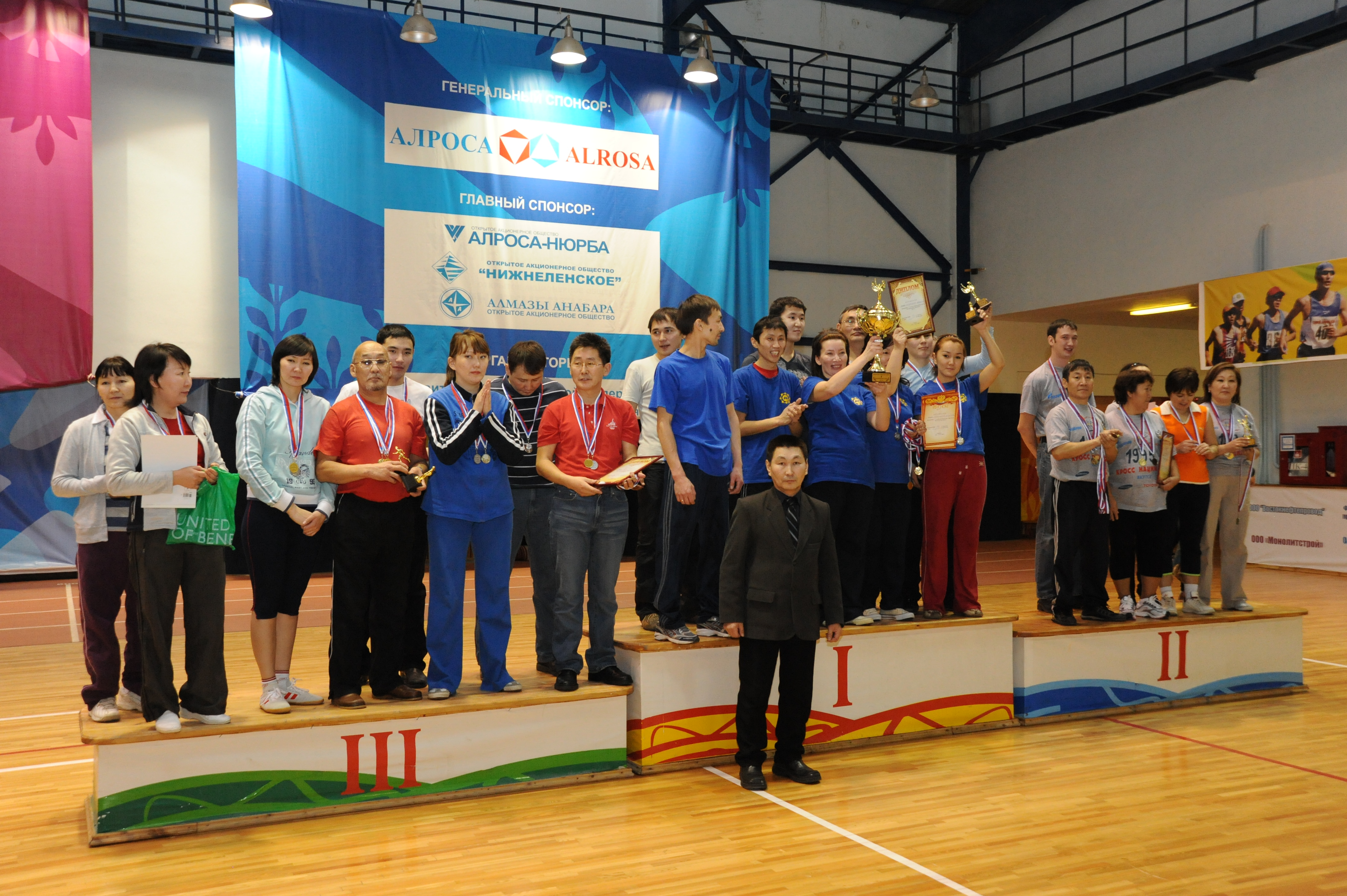
Спартакиада сотрудников ЯГСХА
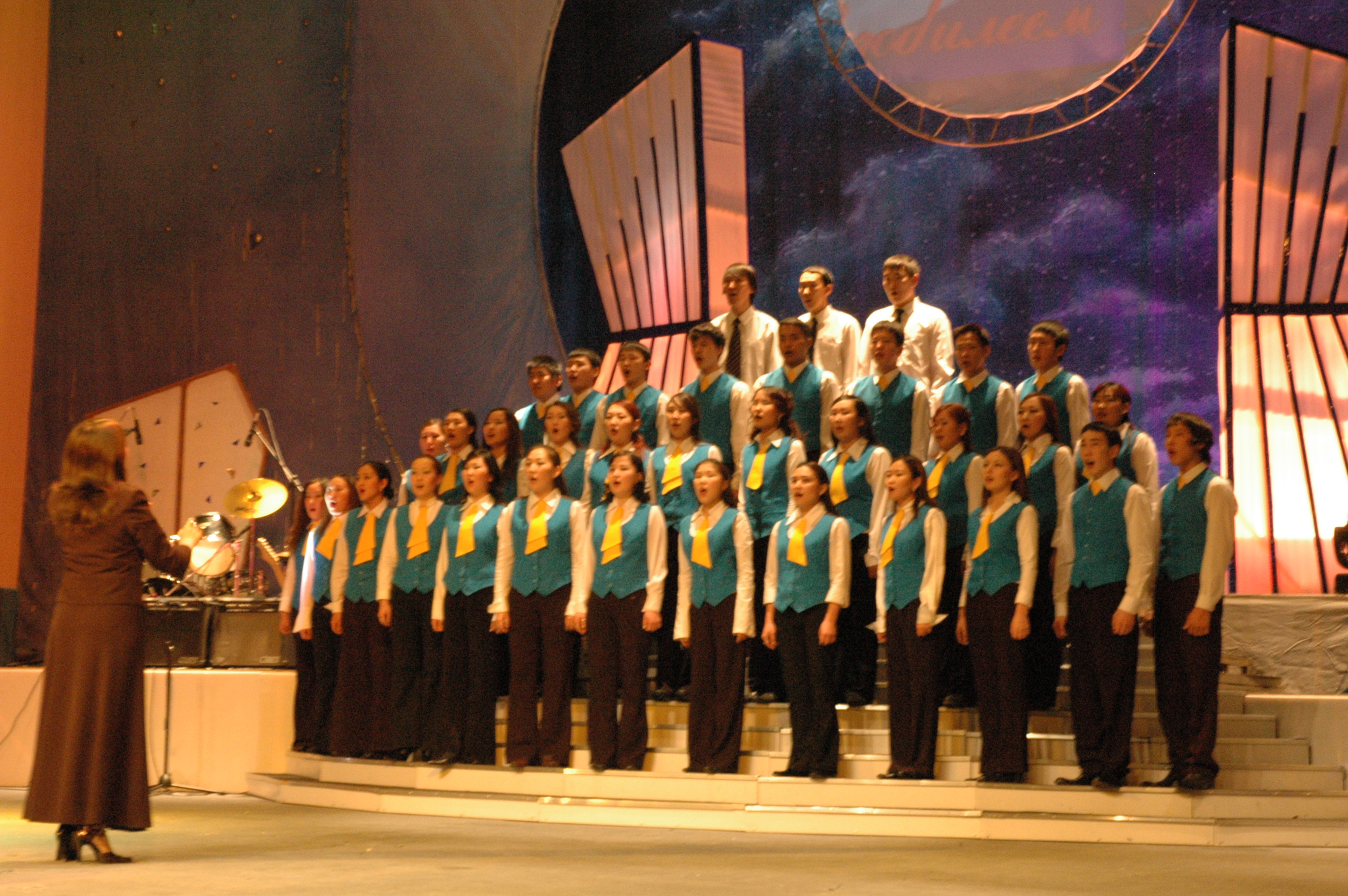
Ансамбль «Нуурал»
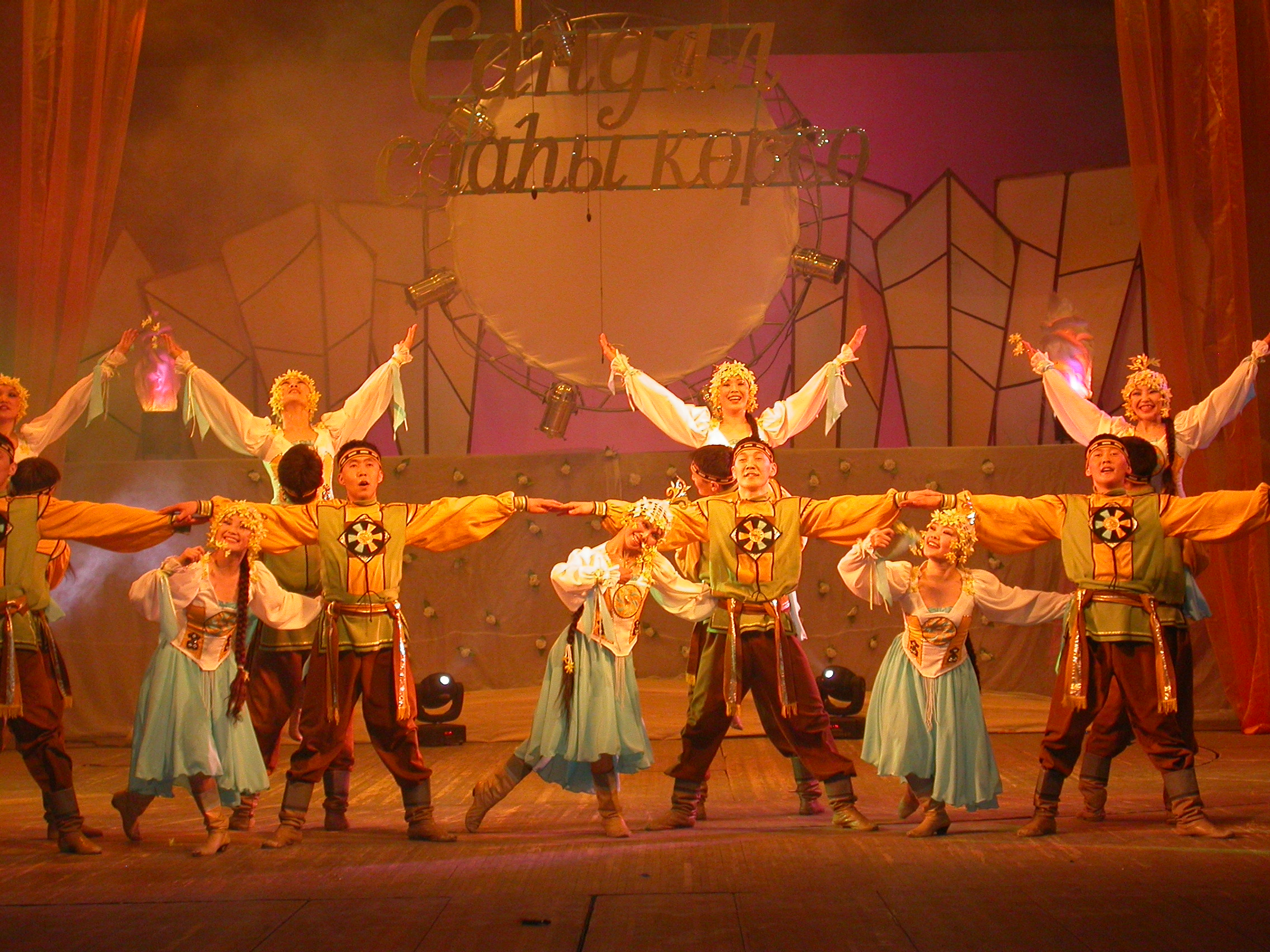
Народный ансамбль «Сандал»